# DN65F
De DN65F (Drum Național 65F of Nationale weg 65F) is een weg in Roemenië. Hij loopt van de DN65 in Craiova naar de DN6 in dezelfde stad en vormt er zo de noordelijke rondweg van. De weg is 14 kilometer lang.